# 馬卡庫南麗魚
馬卡庫南麗魚，為輻鰭魚綱鱸形目隆頭魚亞目慈鯛科的其中一種，分布於南美洲巴西Macacu河流域，體長可達8.3公分，棲息在中底層水域，生活習性不明。

## 擴展閱讀
維基物種上的相關：馬卡庫南麗魚